# Liste der SS- und Polizeiführer

## Ausgangspunkt
Die Einrichtung der Institutionen von Höheren SS- und Polizeiführern (HSSPF) erfolgte 1937 auf der Grundlage des Erlasses  des Reichsinnenministers Wilhelm Frick vom 13. November 1937.
Liste der SS- und Polizeiführer

## A
- Ludolf-Hermann von Alvensleben (1901–1970; untergetaucht): SS-Gruppenführer und Generalleutnant der Polizei (1943)
  - SSPF Krim in Simferopol (November 1941)
  - HSSPF bei der Heeresgruppe A in Südrussland und SSPF Nikolajew (Oktober 1943)
  - HSSPF Elbe (1944)

- Ludolf Jakob von Alvensleben (1899–1953): SS-Standartenführer (1938)
  - SSPF Adria-West (April/Mai 1945)

## B
- Erich von dem Bach-Zelewski (1899–1972; in Haft 1961 bis 1972): SS-Obergruppenführer und General der Polizei (1941)
  - HSSPF für den SS-Oberabschnitt Südost in Breslau/Schlesien (Juni 1938)
  - HSSPF für Russland-Mitte in Mogilew (Juni 1941), als Bevollmächtigter für die Bandenbekämpfung verantwortlich für Massentötungen im rückwärtigen Frontbereich (Partisanen- und Judenvernichtung)

- Georg-Henning Graf von Bassewitz-Behr (1900–1949; in Haft 1946 bis 1949): SS-Gruppenführer und Generalleutnant der Polizei (1943)
  - SSPF Dnjepropetrowsk-Krywyj Rih (1941/42),
  - stellvertretender HSSPF Russland-Mitte (22. November 1942 bis 24. März 1943)
  - HSSPF Nordsee in Hamburg (16. Februar 1943 bis 8. Mai 1945)

- Hermann Behrends (1907–1948; hingerichtet): SS-Gruppenführer und Generalleutnant der Polizei (1944), hingerichtet in Jugoslawien
  - HSSPF Serbien und Montenegro (1. April 1944 bis Oktober 1944)
  - HSSPF „Ostland und Russland-Nord“ (30. Januar 1945 bis Mai 1945)

- Gottlob Berger (1896–1975) (1945–1951 in Haft): SS-Obergruppenführer
  - HSSPF Slowakei (31. August 1944 bis 20. September 1944)

- Theodor Berkelmann (1894–1943): SS-Obergruppenführer und General der Polizei (1942)
  - HSSPF West Düsseldorf (20. April 1940 bis 9. Juli 1940)
  - HSSPF beim Reichskommissar für die Saarpfalz (1940)
  - HSSPF Rhein (10. Dezember 1941 bis 21. Mai 1943)
  - HSSPF Rhein-Westmark (21. Mai 1943 bis September 1943)
  - HSSPF Wartheland (11. September 1943 bis 27. Dezember 1943)

- Werner Best (1903–1989): SS-Obergruppenführer (in Haft 1945–1951)
  - Amtsleiter Verwaltung und Recht im RSHA (1936–1940)
  - Abteilungsleiter Verwaltung beim Militärbefehlshaber Frankreich (1940)
  - Reichsbevollmächtigter für Dänemark (1942–1945)

- Walter Bierkamp (1901–1945; Suizid): SS-Brigadeführer und Generalmajor der Polizei
  - HSSPF Südost (20. Februar 1945 bis 17. März 1945)

- Herbert Böttcher (1907–1950; hingerichtet): SS-Brigadeführer und Generalmajor der Polizei (1944), verantwortlich für Judendeportationen nach Treblinka, 1950 in Polen hingerichtet
  - SSPF Distrikt Radom/Polen (1942)

- Willi Brandner (1909–1944; gefallen): SS-Brigadeführer und Generalmajor der Polizei
  - Polizeigebietsführer Agram (Juli 1943 bis Dezember 1944)

- Karl Brunner (1900–1980) (1945/48 interniert): SS-Brigadeführer und Generalmajor der Polizei (1942)
  - SSPF Bozen/Südtirol (1943)

- Karl-Heinz Bürger (1904–1988) (Kriegsgefangenschaft): SS-Brigadeführer und Generalmajor der Polizei (1945)
  - SSPF Nordkaukasien (1942)
  - SSPF Mittelitalien in Perugia

## D
- Paul Dahm (1904–1974) (Kriegsgefangenschaft): SS-Standartenführer und Oberst der Polizei
  - Polizeigebietsführer Banja-Luka und Essegg (August 1943 bis April 1945)

- Christoph Diehm (1892–1960) (Kriegsgefangenschaft): SS-Brigadeführer (1934) und Generalmajor der Polizei (1944)
  - SSPF Lemberg (1939)
  - SSPF Shitomir/Ukraine (1943)
  - SSPF Galizien in Kattowitz (1944)

- Hans Döring (1901–1970): SS-Brigadeführer und Generalmajor der Polizei
  - SSPF Stalino-Donezgebiet (November 1941 bis Mai 1943)

- Anton Dunckern (1905–1985) (in Haft bis 1954): SS-Brigadeführer und Generalmajor der Polizei (November 1942)
  - SSPF Metz

## E
- Friedrich Karl von Eberstein (1894–1979) (interniert bis 1948): SS-Obergruppenführer (1936) und General der Polizei (1941)
  - HSSPF Süd (12. April 1938 bis Mai 1945)

- George Ebrecht (1895–1977): SS-Gruppenführer und Generalleutnant der Polizei
  - Stellvertretender HSSPF Nordost (21. Juni 1941 bis Dezember 1944)

- Erich Ehrlinger (1910–2004; 1958 bis 1965 in Haft): SS-Oberführer
  - SSPF Kiew (Dezember 1941 bis September 1943)
  - SSPF Russland-Mitte und Weißruthenien (September 1943 bis April 1944)

- Theodor Eicke (1892–1943; gefallen): SS-Obergruppenführer und General der Waffen-SS
  - HSSPF Ost (10. September 1939 bis 1. Oktober 1939)

## F
- Richard Fiedler (1908–1974): SS-Brigadeführer (1939) und Generalmajor der Polizei (1944)
  - SSPF Montenegro (Oktober 1943 bis Oktober 1944)

- Josef Fitzthum (1896–1945, Unfall): SS-Gruppenführer und Generalleutnant der Polizei (1944)
  - HSSPF Albanien (3. November 1943 bis September 1944)

- Karl Hermann Frank (1898–1946; hingerichtet): SS-Obergruppenführer und General der Polizei (1943)
  - HSSPF Böhmen und Mähren (28. April 1939 bis April 1945)

- Hermann Franz (1891–1969) (Kriegsgefangenschaft): SS-Brigadeführer und Generalmajor der Polizei
  - HSSPF Griechenland (24. September 1944 bis 18. November 1944)

- Werner Fromm (1905–1981): SS-Oberführer und Oberst der Polizei
  - SSPF Białystok (Februar 1942 bis März 1943)
  - Polizeigebietsführer Sarajewo (Januar 1943 bis April 1944)

- Wilhelm Fuchs (1898–1947; hingerichtet): SS-Oberführer
  - HSSPF Mitte (8. Juli 1943 bis 15. September 1943)

## G
- Paul Otto Geibel (1898–1966; Suizid): SS-Brigadeführer und Generalmajor der Polizei (1944)
  - SSPF Warschau (März 1944 bis Februar 1945)

- Odilo Globocnik (1904–1945; Suizid): SS-Gruppenführer und Generalleutnant der Polizei (1942)
  - SSPF Lublin (ab 9. November 1939)
  - HSSPF Operationszone Adriatisches Küstenland (13. September 1943 bis Mai 1945)

- Curt von Gottberg (1896–1945, Suizid): SS-Obergruppenführer und General der Polizei (1944)
  - stellvertretender SSPF Weißruthenien (November 1942)
  - HSSPF Russland-Mitte (5. Juli 1943 bis 7. August 1944)

- Walter Grieb: SS-Brigadeführer
  - Stellvertretender HSSPF Alpenland (1. Mai 1944 bis 28. Mai 1944)

- Jakob Grobben: SS-Sturmbannführer und Major der Schutzpolizei
  - Polizeigebietsführer Kopenhagen (ab 1944)

- Oskar Grussendorf (1885–1945): SS-Brigadeführer und Generalmajor der Polizei (1943)

- Wilhelm Günther (1899–1945; vermisst): SS-Brigadeführer und Generalmajor der Polizei (1943)
  - SSPF Wolhynien und Podolien (Mitte 1942 bis Anfang 1944)

- Karl Michael Gutenberger (1905–1961) (in Haft bis 1953): SS-Obergruppenführer und General der Polizei (1944)
  - HSSPF West Düsseldorf (1. Mai 1941 bis 8. Mai 1945)

## H
- Hans Haltermann (1898–1981) (interniert bis 1949): SS-Gruppenführer und Generalleutnant der Polizei (1943)
  - SSPF Kiew (Oktober 1941)
  - SSPF Charkow (Mai 1943),
  - SSPF Weißrussland (November 1943)
  - Stellvertretender HSSPF Nordost (7. Juli 1944 bis 9. Januar 1945)

- Hermann Harm (1894–1985): SS-Brigadeführer (1936) und Generalmajor der Polizei (1942)
  - SSPF Litauen (Juli 1943)
  - SSPF Dnepropetrowosk (August 1942)
  - HSSPF Ostsee,
  - SSPF z. b. V. für Sonderaufträge zur Bandenbekämpfung in den Prypjatsümpfen (Mai 1943)
  - Stellvertretender HSSPF Alpenland (August 1944)

- Ernst Hartmann (1897–1945; gefallen): SS-Brigadeführer und Generalmajor der Polizei (1944)
  - SSPF Shitomir (Ende Oktober 1943 bis Januar 1944)
  - SSPF Tschernigow (Juli 1943 bis Oktober 1943)
  - SSPF Prypjat (Dezember 1943 bis September 1944)

- August Heißmeyer (1897–1979) (in Haft 1948–1951): SS-Obergruppenführer (1936) und General der Polizei (1944)
  - HSSPF Spree/Berlin (2. September 1939 bis 8. Mai 1945)

- Otto Hellwig (1898–1962) (interniert): SS-Gruppenführer und Generalleutnant der Polizei (1944)
  - SSPF Shitomir (Oktober 1941 bis Mai 1943)
  - SSPF Białystok (Mai 1943 bis Juli 1944)
  - Stellvertretender HSSPF Nordost (9. Januar 1945 bis 8. Mai 1945)

- Paul Hennicke (1883–1967) (interniert): SS-Gruppenführer (1938) und Generalleutnant der Polizei (1942)
  - SSPF Rostow (Oktober 1942 bis Mai 1943)
  - SSPF Kiew (Mai 1943 bis Dezember 1943)

- Ernst-Albrecht Hildebrandt (1895–1970): SS-Oberführer
  - SSPF Oberitalien Mitte (April 1944 bis Oktober 1944)

- Richard Hildebrandt (1897–1952; hingerichtet): SS-Obergruppenführer und General der Polizei (1942)
  - HSSPF Rhein (1. April 1939 bis 1. Oktober 1939)
  - HSSPF Weichsel (1. Oktober 1939 bis 20. April 1943)
  - HSSPF Schwarzes Meer (25. Dezember 1943 bis 16. September 1944)
  - HSSPF Südost (17. März 1945 bis 8. Mai 1945)

- Kurt Hintze (1901–1944; gefallen): SS-Brigadeführer (1942) und Generalmajor der Polizei (1944)
  - SSPF Litauen

- Hermann Höfle (1898–1947; hingerichtet): SS-Obergruppenführer und General der Polizei (1944)
  - SSPF Lublin (1. September 1940 bis September 1943)
  - HSSPF Mitte (15. September 1943 bis September 1944)
  - HSSPF Slowakei (20. September 1944 bis Mai 1945)

- Horst Hoffmeyer (1903–1944; Suizid): SS-Brigadeführer und Generalmajor der Polizei (1943)
  - SSPF Transnistrien

- Otto Hofmann (1896–1982) (in Haft bis 1954): SS-Obergruppenführer und General der Polizei (1943)
  - HSSPF Südwest (20. April 1943 bis 8. Mai 1945)

## J
- Friedrich Jeckeln (1895–1946; hingerichtet): SS-Obergruppenführer (1936) und General der Polizei (1941)
  - HSSPF Mitte (28. Juni 1938 bis 11. Juli 1940)
  - HSSPF West (12. Juli 1940 bis 29. Juni 1941)
  - HSSPF Russland-Süd (Juli 1941 bis Oktober 1941)
  - HSSPF Russland-Nord (1. November 1941 bis Anfang 1945)

- Richard Jungclaus (1905–1945, gefallen): SS-Gruppenführer und Generalleutnant der Polizei
  - HSSPF Belgien-Nordfrankreich (1. August 1944 bis 16. September 1944)

## K
- Richard Kaaserer (1896–1947; hingerichtet): SS-Oberführer und Oberst der Polizei
  - Polizeigebietsführer Knin (Juli 1943 bis Mai 1944)
  - SSPF Sandschak (Juni 1944 bis November 1944)
  - SSPF Norwegen-Mitte (November 1944 bis Mai 1945)

- Ernst Kaltenbrunner (1903–1946; hingerichtet): SS-Obergruppenführer und General der Polizei (1943)
  - HSSPF Donau (21. März 1938 bis 21. Januar 1943)[1]

- Konstantin Kammerhofer (1899–1958) (interniert, untergetaucht): SS-Gruppenführer und Generalleutnant der Polizei (1943)
  - SSPF Kaukasus
  - SSPF Aserbaidschan
  - HSSPF Kroatien (13. März 1943 bis 10. Januar 1945)

- Fritz Katzmann (1906–1957) (untergetaucht): SS-Gruppenführer und Generalleutnant der Waffen-SS und der Polizei
  - SSPF Radom (November 1939 bis August 1941)
  - SSPF Lemberg (April 1941 bis April 1943)
  - HSSPF Weichsel (20. April 1943 bis 8. Mai 1945)

- Kurt Kaul (1890–1944; gefallen): SS-Gruppenführer und Generalleutnant der Polizei
  - HSSPF Südwest (6. September 1939 bis 21. April 1943)

- Wilhelm Koppe (1896–1975) (1960 bis 1962 in Untersuchungshaft): SS-Obergruppenführer und General der Polizei (1942)
  - HSSPF Warthegau (9. Oktober 1939 bis 9. November 1943)
  - HSSPF Ost (9. November 1943 bis 8. Mai 1945)

- Gerret Korsemann (1895–1958) (in Haft bis 1949): SS-Gruppenführer und Generalleutnant der Polizei (1942)
  - SSPF z. b. V. Rowno (April 1941)
  - SSPF Kaukasus (1942)
  - HSSPF Russland-Mitte (24. März 1943 bis 5. Juli 1943)

- Karl von Krempler (1896–1972): SS-Standartenführer
  - HSSPF Sandschak (September 1943 bis Juni 1944)

- Friedrich-Wilhelm Krüger (1894–1945; Suizid): SS-Obergruppenführer (1935) und General der Polizei und Waffen-SS
  - HSSPF Ost (4. Oktober 1939 bis 9. November 1943)

- Franz Kutschera (1904–1944; ermordet): SS-Brigadeführer (1940) und Generalmajor der Polizei (1942)
  - SSPF Mogilew (April bis September 1943)
  - SSPF Warschau (September 1943 bis Februar 1944)

## M
- Benno Martin (1893–1975) (zeitweise in Untersuchungshaft): SS-Obergruppenführer und General der Polizei (1944)
  - HSSPF Main (Nürnberg) (17. Dezember 1942 bis 8. Mai 1945)

- Johann-Erasmus Freiherr von Malsen-Ponickau[2] (1895–1956) (in Haft bis 1952): SS-Brigadeführer (1933)
  - SS- und Polizeikommandeur Triest (Mitte 1944 bis Herbst 1944)
  - SS- und Polizeikommandeur Pola (Anfang 1945 bis Mai 1945)

- Emil Mazuw (1900–1987) (in Haft bis 1951): SS-Obergruppenführer und General der Polizei (1942)
  - HSSPF Ostsee (28. August 1938 bis Mai 1945)

- Günther Merk (1888–1947; hingerichtet): SS-Brigadeführer und Generalmajor der Polizei (1943)
  - SSPF Charkow

- August von Meyszner (1886–1947; hingerichtet): SS-Gruppenführer und Generalleutnant der Polizei (1942)
  - HSSPF Serbien (22. Januar 1942 bis 1. April 1944)

- Georg Michalsen (1906–1993) (in Haft bis 1948 und ab 1961): SS-Sturmbannführer
  - SS- und Polizeikommandeur Fiume (ab Frühjahr 1944)
  - SS- und Polizeikommandeur Pola (ab Sommer 1944)
  - SS- und Polizeikommandeur Triest (Herbst 1944 bis 1945)

- Paul Moder (1896–1942; gefallen): SS-Gruppenführer (1936)
  - SSPF Warschau (Herbst 1939 bis August 1941)

- Hinrich Möller (1906–1974) (in Haft bis 1958): SS-Brigadeführer und Generalmajor der Polizei (1944)
  - SSPF Estland (August 1941 bis April 1944)

## O
- Carl Oberg (1897–1965) (in Haft bis 1962): SS-Obergruppenführer und General der Polizei (1944)
  - SSPF Radom (August 1941 bis Mai 1942)
  - HSSPF Frankreich (5. Mai 1942 bis 28. November 1944)

- Willi Ost (1903–1945; verstorben): SS-Standartenführer
  - SSPF Lemberg

## P
- Günther Pancke (1899–1973) (in Haft bis 1953): SS-Obergruppenführer und General der Polizei
  - HSSPF Mitte (11. Juli 1940 bis 15. September 1943)
  - HSSPF Dänemark (6. Oktober 1943 bis 5. Mai 1945)

- Artur Phleps (1881–1944; gefallen): SS-Obergruppenführer und General der Waffen-SS (1943)
  - HSSPF Siebenbürgen (September 1944)

- Hans-Adolf Prützmann (1901–1945; Suizid): SS-Obergruppenführer und General der Waffen-SS
  - HSSPF Nordwest (ab 1937)
  - - seit April 1940 auch zusätzlich für Dänemark zuständig[3]
  - HSSPF Nordost (Mai 1941)
  - HSSPF Russland-Nord (Juni 1941)
  - HSSPF Russland-Süd (ab Oktober 1941)
  - HöSSPF Ukraine (29. Oktober 1943 bis September 1944)

- Carl Friedrich von Pückler-Burghauss (1886–1945; Suizid): SS-Gruppenführer und Generalmajor der Waffen-SS
  - Vertretung des HSSPF Russland-Mitte (2. Januar 1942 bis 24. März 1943)

## Q
- Rudolf Querner (1893–1945; Suizid): SS-Obergruppenführer und General der Waffen-SS und Polizei
  - HSSPF Nordsee (30. April 1941 bis Januar 1943)
  - HSSPF Donau (21. Januar 1943 bis 5. Oktober 1944)
  - HSSPF Mitte (5. Oktober 1944 bis 8. Mai 1945)

## R
- Hanns Albin Rauter (1895–1949; hingerichtet): SS-Obergruppenführer und General der Waffen-SS
  - HSSPF Nordwest/Niederlande (26. Juni 1940 bis 8. Mai 1945)

- Wilhelm Redieß (1900–1945; Suizid): SS-Obergruppenführer und General der Polizei
  - HSSPF Nordost/Königsberg (28. Juni 1938 bis 19. Juni 1940)
  - HSSPF Nord (von Juni 1940 bis 8. Mai 1945)

- Otto Reich (1891–1955): SS-Oberführer
  - Polizeigebietsführer Agram (Dezember 1944 bis Januar 1945)

- Heinz Reinefarth (1903–1979) (Kriegsgefangenschaft bis 1948/49): SS-Gruppenführer und Generalleutnant der Waffen-SS
  - HSSPF Warthe (29. Januar 1944 bis 30. Dezember 1944)

- Alfred Rodenbücher (1900–1979) (Kriegsgefangenschaft bis 1948): SS-Brigadeführer
  - HSSPF Alpenland (25. April 1939 bis 30. April 1941)

- Erwin Rösener (1902–1946; hingerichtet): SS-Obergruppenführer und General der Waffen-SS und der Polizei
  - HSSPF Rhein (24. Juli 1940 bis 11. November 1941)
  - HSSPF Alpenland (24. November 1941 bis 8. Mai 1945)

- Heinz Roch (1905–1945; Suizid): SS-Oberführer
  - SSPF Białystok
  - SSPF Norwegen-Nord

## S
- Ferdinand von Sammern-Frankenegg (1897–1944; gefallen): SS-Brigadeführer und Generalmajor der Polizei
  - SSPF Warschau (November 1942 bis April 1943)
  - Polizeigebietsführer Esseg (April 1943)

- Karl Schäfer (1892–1943): SS-Brigadeführer
  - SSPF Lettland (April 1942)
  - SSPF Litauen (Mai 1942)
  - SSPF Weissruthenien (Mai 1942 bis Juli 1942)
  - SSPF Dnjepropetrowsk-Krivoi-Rog (Oktober 1943 bis November 1943)

- Julian Scherner (1895–1945, Suizid): SS-Oberführer
  - SSPF Krakau (August 1941 bis März 1944)

- Gustav Adolf Scheel (1907–1979): SS-Brigadeführer und General der Polizei
  - HSSPF Alpenland (30. April 1941 bis 24. November 1941)

- Walter Schimana (1898–1948; Suizid): SS-Gruppenführer und Generalleutnant der Waffen-SS und Polizei
  - SSPF Saratow (September 1941 bis November 1941)
  - SSPF Weissruthenien (Juli 1942 bis Juli 1943)
  - HSSPF Griechenland (22. Oktober 1943 bis 24. September 1944)
  - HSSPF Donau (5. Oktober 1944 bis 8. Mai 1945)

- Ernst-Heinrich Schmauser (1890–1945; vermisst): SS-Obergruppenführer und General der Waffen-SS
  - HSSPF Schlesien (ab 1941)
  - HSSPF Südost (20. Mai 1941 bis 20. Februar 1945)

- Willy Schmelcher (1894–1974): SS-Gruppenführer
  - SSPF Tschernigow (November 1941 bis Juni 1943)
  - SSPF Shitomir (Mai 1943 bis September 1943)

- Eberhard Schöngarth (1903–1946; hingerichtet): SS-Brigadeführer und Generalmajor der Polizei
  - HSSPF Nordwest (10. März 1945 bis April 1945)

- Walther Schröder (1902–1973): SS-Brigadeführer
  - SSPF Lettland/Riga (August 1941 bis Oktober 1944)

- Erwin Schulz (1900–1981; 1948 bis 1954 in Haft): SS-Brigadeführer und Generalmajor der Polizei
  - Stellvertretender HSSPF Alpenland (1. Mai 1944 bis 28. Mai 1944)

- Hans Schwedler (1878–1945: Suizid), SS-Brigadeführer und Generalmajor der Waffen-SS
  - 1940 Inspekteur der SS-Totenkopfverbände
  - 1940 SSPF von Krakau
  - 1944 SS-Führungshauptamt

- Jakob Sporrenberg (1902–1952, hingerichtet): SS-Gruppenführer und Generalleutnant der Polizei
  - HSSPF Nord-Ost/Königsberg (21. Juni 1940 bis 1. Mai 1941)
  - SSPF Lublin (August 1943 bis Juli 1944)
  - SSPF Südnorwegen (Ende 1944)

- Walter Stein (1896–1985; 1947 bis 1954 in Haft): SS-Oberführer und Polizeipräsident
  - SSPF Warschau (Februar/März 1944)

- Jürgen Stroop  (1895–1952; hingerichtet): SS-Gruppenführer und Generalleutnant der Polizei
  - SSPF Warschau (April/Mai 1943)
  - HSSPF Griechenland (8. September 1943 bis 4. Oktober 1943)
  - HSSPF Rhein-Westmark (11. November 1943 bis 8. Mai 1945)

- Friedrich Suhr (1907–1946; Suizid): SS-Obersturmbannführer
  - SSPF Ober-Elsass (Dezember 1944 bis Mai 1945)

## T
- Karl Taus (1893–1977): SS-Brigadeführer
  - SS- und Polizeikommandeur Görz (Mai 1944 bis Mai 1945)
- Willy Tensfeld (1893–1982): SS-Brigadeführer und Generalmajor der Polizei
  - SSPF Oberitalien West

- Theobald Thier (1897–1949; hingerichtet): SS-Brigadeführer
  - SSPF Kuban (nicht realisiert)
  - SSPF Kertsch (Mai 43 bis Juli 1943)
  - SSPF Galizien (Juli 1943 bis Februar 1944)
  - SSPF Krakau (Februar 1944 bis Januar 1945)

- Fritz Tittmann (1898–1945; gefallen): SS-Brigadeführer
  - SSPF Nikolajew (Oktober 1941 bis September 1942)

- Wilhelm Traub (1910–1946): SS-Obersturmbannführer
  - SS- und Polizeikommandeur Fiume (Sommer 1944 bis Mai 1945)

## V
- Anton Vogler (1882–1961)
  - HSSPF in München

## W
- Josias zu Waldeck und Pyrmont (1896–1967) (1947 bis 1950 in Haft): SS-Obergruppenführer und General der Waffen-SS
  - HSSPF Fulda-Werra (6. Oktober 1938 bis 8. Mai 1945)

- Waldemar Wappenhans (1893–1967): SS-Gruppenführer und Generalleutnant der Polizei
  - SSPF Wolhynien-Brest-Liwosk (September 1941 bis September 1942)
  - SSPF Dnjepropetrowsk Kriwoi Rog (Oktober 1942 bis Oktober 1943)
  - SSPF Nikolajew (September 1942 bis April 1943)
  - SSPF z.B.V. beim HSSPF Ukraine

- Rudolf Weiß (1899–1945; gefallen): SS-Brigadeführer
  - SSPF Nikolajew (Februar 1944 bis März 1944)

- Fritz Weitzel (1904–1940; gefallen): SS-Obergruppenführer
  - HSSPF West (11. Juni 1938 bis 20. April 1940)
  - HSSPF Nord (20. April 1940 bis 19. Juni 1940)[4]

- Richard Wendler: (1898–1972) (in Haft 1948 bis 1951): SS-Gruppenführer und Generalleutnant der Polizei
  - SSPF Stanislaw-Rostow (später Rostow-Awdejewka) (August 1941 bis Mai 1942)

- Arpad Wigand (1906–1983) (in Haft bis 1956 und nach 1981): SS-Oberführer
  - SSPF Warschau (1941 bis Mai 1942)

- Otto Winkelmann (1894–1977) (in Haft bis 1948): SS-Obergruppenführer und General der Waffen-SS
  - HSSPF Ungarn (19. März 1944 bis 11. Februar 1945)

- Karl Wolff (1900–1984) (in Haft bis 1949 und 1962–1969): SS-Obergruppenführer und General der Waffen-SS
  - HöSSPF Italien (23. September 1943 bis 8. Mai 1945)

- Udo von Woyrsch (1895–1983) (in Haft bis 1952 und 1957–1960): SS-Obergruppenführer und General der Polizei
  - HSSPF Elbe (20. April 1940 bis 11. Februar 1944)

- Lucian Wysocki (1899–1964): SS-Brigadeführer
  - SSPF Litauen (Juli 1941 bis Juli 1943), dann SSPF z. b. V.

## Z
- Karl Zech (1892–1944; Suizid): SS-Gruppenführer
  - SSPF Krakau (November 1939 bis Oktober 1940)

- Carl Zenner (1899–1969) (in Haft bis 1950 und 1961–1969): SS-Brigadeführer und Generalmajor der Schutzpolizei
  - SSPF Weißrussland in Minsk (12. August 1941 bis 21. Juli 1942)

- Paul Zimmermann (1895–1980) (Kriegsgefangenschaft bis um 1948): SS-Brigadeführer und Generalmajor der Polizei
  - SSPF Nikolajew (April 1943 bis Oktober 1943)

## Hinweis
Von den 111 SS- und Polizeiführern dieser Liste waren zum Kriegsende bzw. später (Stand 2019):
- 15 hingerichtet
- 16 Suizid
- 22 in Haft
- 7 interniert
- 7 in Kriegsgefangenschaft
- 12 gefallen
- 3 verstorben (auch Unfall, ermordet) bis 1946
- 4 untergetaucht
- 2 vermisst